# Rucker Spur
Der Rucker Spur ist ein Felssporn im westantarktischen Marie-Byrd-Land. In den Ford Ranges ragt er zwischen dem Alexander Peak und Mount Ronne an der Ostseite der Haines Mountains auf.
Wissenschaftler der United States Antarctic Service Expedition (1939–1941) kartierten ihn. Das Advisory Committee on Antarctic Names benannte ihn 1966 nach Joseph T. Rucker (1887–1957), Fotograf der der US-amerikanischen Byrd Antarctic Expedition (1928–1930).